# Musée acadien de l'Île-du-Prince-Édouard
Le Musée acadien de l'Île-du-Prince-Édouard fut fondé en 1964 sous la direction du Dr J.-Aubin Doiron, président-fondateur et sœur Antoinette DesRoches, c.n.d., secrétaire. Situé près de l'église Saint-Jean-Baptiste à Miscouche, où les Acadiens adoptent le tricolore étoilé lors de la 2e Convention nationale acadienne en 1884, ce musée à comme mission d'acquérir, de conserver, d'étudier et d'interpréter les artefacts et les arts qui ont trait au patrimoine des Acadiens de l'Île-du-Prince-Édouard de 1720 à nos jours.